# All Hallow's
All Hallow's è un EP pubblicato dalla band AFI il 5 ottobre 1999 con la Nitro Records. Contiene tre canzoni originali ed una cover dei Misfits, Halloween. Di Totalimmortal è stato poi realizzato un video e ne è stata fatta una cover dai The Offspring per la colonna sonora del film Io, me e Irene.

## Tracce
1. Fall Children – 3:12
2. Halloween (cover dei Misfits) – 3:58
3. The Boy Who Destroyed the World – 3:05
4. Totalimmortal – 2:44

## Formazione
- Davey Havok - voce
- Jade Puget - chitarra, voce secondaria
- Hunter Burgan - basso, voce secondaria
- Adam Carson -batteria